# Планета (издательство)
«Планета» — советское и российское издательство. Основано в 1969 году.

## История
До 1991 года — советское издательство Госкомиздата СССР и Союза журналистов СССР, Москва.
Выпускало фотоальбомы различной тематики, фотооткрытки, фотопортреты, буклеты, фотомонтажи, открытки и др. Издавался журнал «Советское фото». В системе Госкомиздата СССР издательство «Планета» в 1980-х гг. входило в главную редакцию художественной литературы. Адрес издательства на 1987 год: 103031, Москва, Петровка, 8/11. В 1979—1990 гг. показатели издательской деятельности издательства «Планета» были следующие:
|                                       | 1979    | 1980    | 1981   | 1989   | 1990    |
| ------------------------------------- | ------- | ------- | ------ | ------ | ------- |
| Кол-во книг и брошюр, печатных единиц | 6       | 20      | 12     | 25     | 28      |
| Тираж, тыс. экз.                      | 132,000 | 215,000 | 138,0  | 561,0  | 1058,8  |
| Печатных листов-оттисков, тыс.        | 2130,0  | 2358,8  | 1159,5 | 8123,5 | 14235,2 |

С 2006 года ООО «Издательство „ПЛАНЕТА“» вновь на книжном рынке.
Выпускает книги по истории, архитектуре, классической литературе для взрослых и детей, конного спорта, будущим воинам.
Тематика изданий разнообразна: история, искусство, сказки, спорт и др.
Формы изданий: поздравительные открытки, комплекты открыток, фотокалендари, фотоальбомы, иллюстрированные и текстовые книги, в том числе издания для детей и юношества.

## Награды
1. «Диплом I степени» в номинации «Лучшая иллюстрированная книга» за фотоальбом «Углич. Дыхание Веков»
2. «Диплом II степени» в номинации «Лучшая иллюстрированная книга» за иллюстрированную книгу «Небесные покровители Российского воинства»

## Серии книг
- Архитектурные памятники древних русских городов, 1970—1974
- Мелодии русского леса (фотографии Вадима Гиппенрейтера, художник Николай Калинин), 1983
- Средняя Азия (художник М. Аникст), 1985
- В краю великих вдохновений (художник Д. Бисти), 1972
- Памятные места СССР, 1971—1985

## Книги
- Сборник статей «Фотожурналист и время» (художник С. Салаватов), 1975
- Новороссийск (фотоальбом, использованы снимки Н. М. Асниной, Е. А. Халдея), 1983

## Фотооткрытки
- Блюда азербайджанской кухни (художник С. Салаватов, фотограф Г.Гусейн-заде), 1974
- Дагестанская чеканка (художник С. Салаватов), 1975
- Махачкала. 12 фотооткрыток (художник С. Салаватов), 1977
- Обитатели Японского моря. Экскурсия в природу (художник С. Салаватов), 1977
- Минералы. Экскурсия в природу (художник С. Салаватов), 1978
- Искусство мастеров Златоуста (фото С. Тартаковского, В. Кравчука), 1987
- Серия Города СССР (фото Е.Савалов)
- Блюда русской кухни, 1970 (фотограф М.Анфингера)
- Блюда украинской кухни, 1970 (фотограф М.Анфингера)
- Блюда латвийской кухни, 1971 (фотограф М.Анфингера)
- Блюда грузинской кухни, 1972 (фотограф О.Чиликин)
- Блюда молдавской кухни, 1973 (фотограф Б.Круцко)
- Блюда армянской кухни, 1973, (фотограф О.Чиликин)
- Блюда узбекской кухни, 1973 (фотограф Б.Круцко)
- Блюда эстонской кухни, 1974 (фотограф Е.Кассин)
- Блюда литовской кухни, 1974 (фотограф Н.Зайцев)
- Блюда белорусской кухни, 1975 (фотограф Б. Круцко)
- Блюда туркменской кухни, 1976 (фотограф О.Чиликин)
- Блюда таджикской кухни, 1977 (фотограф О.Чиликин)
- Блюда казахской кухни, 1977 (фотограф И.Буденевич)
- Блюда киргизской кухни, 1978 (фотограф Е.Савалов)
- Блюда башкирской кухни, 1985 (фотограф С. Булатов)